# Liste der Biografien/Kui
Liste der Biografien |
Portal Biografien |
Personensuche
# |
A |
B |
C |
D |
E |
F |
G |
H |
I |
J |
K |
L |
M |
N |
O |
P |
Q |
R |
S |
T |
U |
V |
W |
X |
Y |
Z |
?
 
Ka |
Kb |
Kc |
Kd |
Ke |
Kf |
Kg |
Kh |
Ki |
Kj |
Kl |
Km |
Kn |
Ko |
Kp |
Kr |
Ks |
Kt |
Ku |
Kv |
Kw |
Ky |
Kx |
Kz
 
Kua |
Kub |
Kuc |
Kud |
Kue |
Kuf |
Kug |
Kuh |
Kui |
Kuj |
Kuk |
Kul |
Kum |
Kun |
Kuo |
Kup |
Kuq |
Kur |
Kus |
Kut |
Kuu |
Kuv |
Kuw |
Kux |
Kuy |
Kuz
Die Liste der Biografien führt alle Personen auf, die in der deutschsprachigen Wikipedia einen Artikel haben. Dieses ist eine Teilliste mit 77 Einträgen von Personen, deren Namen mit den Buchstaben „Kui“ beginnt.

## Kui
- Kui, Alexandra (* 1973), deutsche Schriftstellerin
- Kui, Ryōko, japanische Mangaka

### Kuib
- Kuibyschew, Walerian Wladimirowitsch (1888–1935), sowjetischer PolitikerWalerian Wladimirowitsch Kuibyschew (1888–1935)

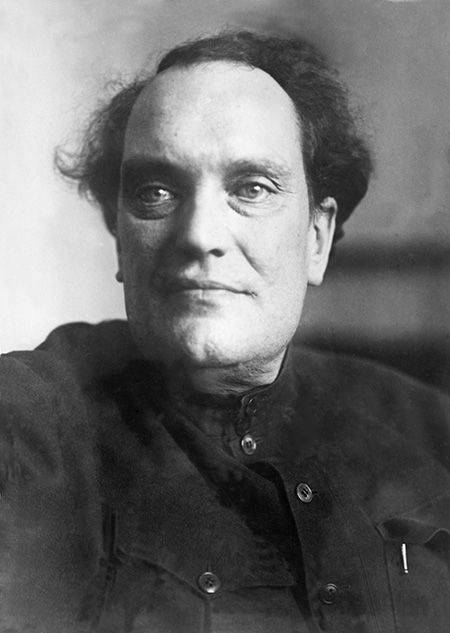
Walerian Wladimirowitsch Kuibyschew (1888–1935)

### Kuic
- Kuić, Gordana (1942–2023), serbische Schriftstellerin
- Kuick, Henrike von (* 1985), deutsche Schauspielerin und Synchronsprecherin

### Kuie
- Kuier, Awak (* 2001), finnische Basketballspielerin

### Kuij
- Kuijer, Guus (* 1942), niederländischer Kinderbuchautor
- Kuijer, Ruud (* 1959), niederländischer Bildhauer
- Kuijken, Barthold (* 1949), belgischer Flötist und Dirigent
- Kuijken, Sigiswald (* 1944), belgischer Violinist, Gambenspieler und Dirigent der historischen Aufführungspraxis
- Kuijken, Wieland (* 1938), belgischer Musiker, historische Aufführungspraxis
- Kuijlaars, Arno (* 1963), niederländischer Mathematiker
- Kuijlen, Willy van der (1946–2021), niederländischer Fußballspieler
- Kuijper, Lien (1923–1943), niederländische Widerstandskämpferin
- Kuijpers, Henk (* 1946), niederländischer Comic-Zeichner und -Autor
- Kuijpers, Pierre (* 1945), niederländischer Dirigent und Oboist
- Kuijsten, Tristan (* 2005), niederländischer Fußballtorwart
- Kuijten, Ruud (* 1973), belgischer Badmintonspieler niederländischer Herkunft

### Kuik
- Kuik, Tiiu (* 1987), estnisches Topmodel
- Kuiken, Attje (* 1977), niederländische Politikerin, Mitglied der Zweiten Kammer und Vorsitzende der PvdA
- Kuikka, Natalia (* 1995), finnische Fußballspielerin

### Kuil
- Kuil, Flip van der (* 1980), niederländischer Schauspieler, Regisseur und Drehbuchautor
- Kuil, Piet van der (* 1933), niederländischer Fußballspieler
- Kuilakow, Iwan Nikolajewitsch (* 1986), russischer Ringer
- Kuiler, Jan (1883–1952), niederländischer Architekt

### Kuin
- Kuindschi, Archip Iwanowitsch (1841–1910), russischer Maler des RealismusArchip Iwanowitsch Kuindschi (1841–1910)

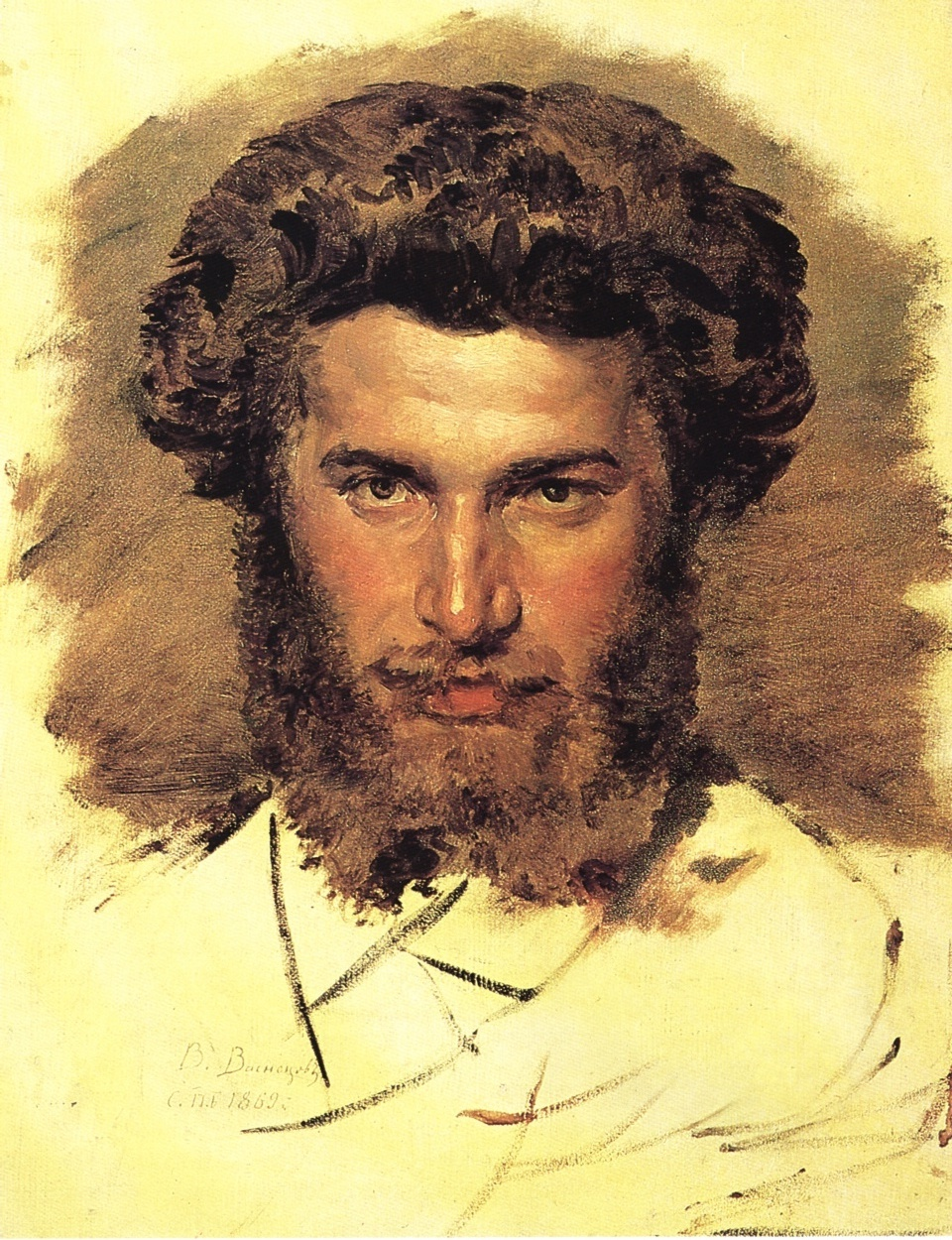
Archip Iwanowitsch Kuindschi (1841–1910)

- Kuinova, Fatima (1926–2021), tadschikisch-US-amerikanische Shashmakom-Sängerin

### Kuip
- Kuip, Michiel van der (* 1970), niederländischer Volleyball- und Beachvolleyballspieler
- Kuiper, Bernhard (1907–1988), deutscher Architekt und SS-Obersturmführer
- Kuiper, Franciscus Bernardus Jacobus (1907–2003), niederländischer Indologe
- Kuiper, Geert (* 1960), niederländischer Eisschnellläufer
- Kuiper, Gerard Peter (1905–1973), US-amerikanischer Astronom niederländischer HerkunftGerard Peter Kuiper (1905–1973)

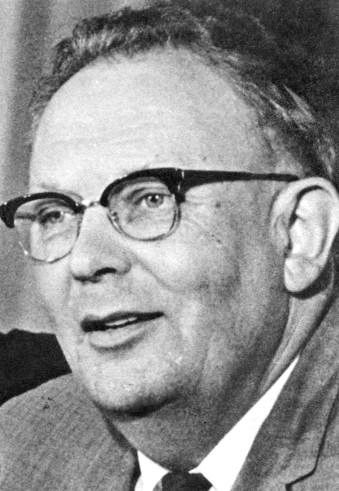
Gerard Peter Kuiper (1905–1973)

- Kuiper, Hans (1914–2011), niederländischer Malakologe
- Kuiper, Hennie (* 1949), niederländischer Radrennfahrer
- Kuiper, Jan (* 1957), niederländischer Fusionmusiker (Gitarre, Komposition)
- Kuiper, Koenraad (1888–1971), niederländischer Zoodirektor und Lehrer
- Kuiper, Martijn (* 1970), niederländischer Schauspieler
- Kuiper, Nick (* 1982), kanadischer Eishockeyspieler
- Kuiper, Nicky (* 1989), niederländischer Fußballspieler
- Kuiper, Nicolaas (1920–1994), niederländischer Mathematiker
- Kuiper, Peter (1929–2007), deutsch-niederländischer Schauspieler
- Kuiper, Piet C. (1919–2002), deutsch-niederländischer Psychiater, Psychoanalytiker und Autor
- Kuiper, Rosalin (* 1995), niederländische Seglerin
- Kuipers, Alice (* 1979), englische Autorin
- Kuipers, André (* 1958), niederländischer Astronaut
- Kuipers, Bas (* 1994), niederländischer Fußballspieler
- Kuipers, Björn (* 1973), niederländischer Fußballschiedsrichter
- Kuipers, Dennis (* 1985), niederländischer Rallyefahrer
- Kuipers, Ellen (* 1971), niederländische Hockeyspielerin
- Kuipers, Frits (1899–1943), niederländischer Fußballspieler
- Kuipers, Harm (* 1947), niederländischer Eisschnellläufer
- Kuipers, Jette (* 2002), niederländische Volleyballspielerin
- Kuipers, Jos (* 1961), niederländischer Basketballspieler
- Kuipers, Joseph (* 1984), US-amerikanischer Cellist
- Kuipers, Karin (* 1972), niederländische Wasserballspielerin
- Kuipers, Oedo (* 1989), niederländischer MusicaldarstellerOedo Kuipers (* 1989)

Oedo Kuipers (* 1989)

- Kuipers, Simon (* 1982), niederländischer Eisschnellläufer
- Kuipers-Rietberg, Helena (1893–1944), niederländische Widerstandskämpferin

### Kuis
- Kuisch, Gregory (* 2000), niederländischer Fußballspieler
- Kuisle, Anita (* 1958), deutsche Technik- und Sozialhistorikerin
- Kuisle, Mira (* 1974), deutsche Biathletin
- Kuisma, Antti (* 1978), finnischer nordischer Kombinierer und Musiker
- Kuisma, Martti (* 1970), finnischer Basketballspieler
- Kuisma, Tomas (* 2004), finnischer Skispringer
- Kuisma, Väinö (1934–2015), finnischer Speerwerfer
- Kuismala, Antti (* 1976), finnischer Fußballtorwart

### Kuit
- Kuitca, Guillermo (* 1961), argentinischer Künstler
- Kuiter, Rudie H. (* 1943), australischer Ichthyologe
- Kuithan, Erich (1875–1917), deutscher Maler
- Kuithan, Johann Wilhelm (1760–1831), preußischer Schulreformer
- Kûitse, Anda (1951–2019), grönländischer Trommeltänzer
- Kuittinen, Sonja (* 1990), finnische Schauspielerin

### Kuiv
- Kuivalainen, Erja (* 1964), finnische Skilangläuferin
- Kuivalainen, Kari (* 1960), finnischer Sänger und Komponist
- Kuivalainen, Pasi (* 1972), finnischer Eishockeytorwart
- Kuivasto, Toni (* 1975), finnischer Fußballspieler
- Kuivenhoven, Maik (* 1988), niederländischer Dartspieler